# Editora Apicuri
Editora Apicuri é uma editora brasileira que está sediada na cidade do Rio de Janeiro.
Fundada em 2008 e coordenada pela historiadora Rosângela de Oliveira Dias, a Apicuri publica livros de ficção e não ficção. Entre os livros de ficção, está o romance "Viagem sentimental ao Japão", de Paula Bajer Fernandes, publicado em 2013. Entre os livros de contos, está "Estranhas criaturas noturnas", de Jozias Benedicto. Ambos foram finalistas do Prêmio Sesc de Literatura 2012/2013.   
Em seu catálogo, consta o vencedor do 7° Prêmio Arco-Íris de Direitos Humanos, "Invenções de si em histórias de amor: Lota & Bishop", e "A batalha eleitoral de 1910", finalista do Prêmio Literário da Fundação Biblioteca Nacional de 2012.
Em 2013 a editora inaugurou sua série de títulos estrangeiros, como "Inside/Outside", de R.B.J. Walker, e "Sistemas de Poder", de Noam Chomsky. Além disso, publicou o último livro do membro da Academia Brasileira de Letras, Lêdo Ivo, "O Aluno Relapso".